# ザ・バットマン
『ザ・バットマン』（The Batman）は、DCコミックスの大ヒットアメコミ『バットマン』を原作とした、2004年から2008年にかけてアメリカで放送されたテレビアニメシリーズ。日本では2005年からカートゥーン ネットワークで放送が開始された。
旧アニメシリーズ『バットマン』から製作陣を変更、設定をリニューアルしたリメイク作品となっている。

## 登場人物

### バットマンサイド
バットマン / ブルース・ウェイン
声 - 加瀬康之/英 - リノ・ロマノ
今作では20代半ばで、第1話ではバットマンとなってまだ3年目。若いだけあり、旧アニメシリーズでは四角かった顎のラインがシャープになっている。
ロビン / ディック・グレイソン
声 - 小野塚貴志/英 - エヴァン・サバラ、ジェリー・オコンネル（ナイトウィング）
サーカス一家の一人息子。両親を死に追いやられブルースに引き取られた。シーズン4より登場。
原語版で父・ジョンの声を演じたのはバットマンシリーズでバットマン / ブルース・ウェイン役を長年演じ続けたケヴィン・コンロイ。
バットガール / バーバラ・ゴードン
声 - 山川琴美/英 - ダニエル・ジュドヴィッツ、ケリー・マーティン（オラクル）
ジェームズ・ゴードンの娘。シーズン3より登場。
アルフレッド・ペニーワース
声 - 麻生智久/英 - アリステア・ダンカン
ウェイン家に仕える執事。
ルーシャス・フォックス
声 - 星野充昭/英 - ルイス・ゴセット・ジュニア
ウェイン産業の工場責任者。アルフレッドとも旧知の仲で、バットマンの正体を知る者の一人。
ジェームズ・ゴードン
声 - 中多和宏→小野健一/英 - ミッチ・ピレッジ
ゴッサム市警本部長。バットマンの協力者。
エレン・イン
声 - 加藤優子/英 - ミン・ナ
ゴッサム市警の女刑事。イーサンとコンビを組んでいた。

#### ジャスティス・リーグ
マーシャン・マンハンター / ジョン・ジョーンズ
声 - 土田大/英 - ドリアン・ヘアウッド
火星から来たエイリアン。ゴッサム市警の刑事としての身分を持つ。
グリーンランタン
声 - 佐藤せつじ/英 - ダーモット・マローニー
ホークマン
声 - 竹内良太/英 - ロバート・パトリック
グリーンアロー / オリバー・クィーン
声 - 山野井仁/英 - クリス・ハードウィック
フラッシュ
声 - 井上剛/英 - チャーリー・シュラッター
スーパーマン / クラーク・ケント
声 - 花田光/英 - ジョージ・ニューバーン

### 敵

#### シーズン1
ジョーカー
声 - 龍田直樹/英 - ケビン・マイケル・リチャードソン
他作品同様バットマンの最大の敵として登場し、バットマンになりかわろうとするなど様々な戦略を見せている。
パンチとジュディという手下を連れている。
ベイン
声 - 安元洋貴/英 - ホアキン・デ・アルメイダ→ロン・パールマン→クランシー・ブラウン
プロの泥棒でヒットマン。
ペンギン / オズワルド・コブルポット
声 - 川津泰彦/英 - トム・ケニー
太った体型ながら格闘などもできるが、ジョーカーからは、「二番手」と言われている。
カブキ・ツインズという名の、二人組の助手がいる。
マンバット / カーク・ラングストローム
声 - 樫井笙人/英 - ピーター・マクニコル
ゴッサム・シティで究極のコウモリになろうと画策し、自らに実験を行ったところ人間コウモリとなった。
シーズン5では悪事から身を引いており真面目に研究をしている。
ミスター・フリーズ
声 - 玄田哲章/英 - クランシー・ブラウン
バットマンが原因の事故により、氷点下の環境でないと生きられなくなった。冷凍兵器を使う。
キャットウーマン / セリーナ・カイル
声 - 本田貴子/英 - ジーナ・ガーション
猫のコスチュームに身を包んだ女怪盗。
ファイアフライ→フォスフォラス / ガーフィールド・ライナス
声 - 河本邦弘/英 - ジェイソン・マースデン
飛び回る放火魔。その名の通りホタルのようなスーツに身を包む。
シーズン5でフォスフォラスとなる。
クルーマスター / アーティー・ブラウン
声 - 楠見尚己/英 - グレン・シャディックス、キャス・スーシー（幼少時）
子供向けクイズ番組のチャンピオンだったが、製作者側の策略でチャンピオンから降ろされ、以来関係者への復讐を計画する。大巨漢。
スカーフェイス / アーノルド・ウェスカー
声 - 大川透/英 - ダン・カステラネタ
元は七色の声を持つ声優兼コメディアンだったが、後に腹話術師となった時に多重人格者となった。ライノとマグジーの二人組を率いる。
ウェスカーはアーカムを出所後ミスター・スヌーツという名の人形を使うようになる。
クレイフェイス / イーサン・ベネット
声 - 風間勇刀/英 - スティーヴ・ハリス
元ゴッサム市警の刑事で、ブルースのハイスクール時代の親友。
シーズン1終盤でジョーカーの作ったジョーカー・スライムを浴び、怪物クレイフェイスとなってしまう。

#### シーズン2
リドラー / エドワード・ニグマ
声 - 平田広明/英 - ロバート・イングランド
謎かけにこだわる元科学者。顔にクエスチョンマークつきの全身コスチュームを着た部下を連れる。
キラークロック / ウェイロン・ジョーンズ
声 - 中村秀利/英 - ロン・パールマン
ワニ人間。
スペルバインダー
声 - 山内勉/英 - マイケル・マッシー
三つ目の催眠術師。
ラグドール
声 - 藤原啓治/英 - ジェフ・ベネット
ぬいぐるみのようなコスチュームを纏った男。異常なまでに柔軟な身体を利用した潜入を得意とする。
ヒューゴー・ストレンジ
声：をはり万造/英 - フランク・ゴーシン→リチャード・グリーン
アーカムの医師。

#### シーズン3
ポイズン・アイビー / パメラ・アイズリー
声 - 氷青/英 - ピエラ・コッポラ
バーバラの親友。化学薬品を浴びて植物を操る能力を持つようになる。
テンブラー
声 - 白熊寛嗣/英 - ジム・カミングス
両手に地震や地割れを起こす強力な武器を備えている。金目的でパメラ・アイズリーに雇われていた（声を変えていたため、テンブラーは最初彼女の正体が分からなかった）。
ギアヘッド / ネイサン・フィンチ
声 - 飛田展男/英 - ウィル・フリードル
最速のスリルを求める男。自動車やバイクなど、あらゆる乗り物と融合することが出来る。
トイメーカー / コズモ・クランク
声 - チョー/英 - パットン・オズワルト
自社のクランク社で生産した玩具の安全性をブルースに指摘され、玩具を使ってブルースの命を狙う。
プランク / ドニー
声 - 宮田幸季/英 - マイケル・ライス
バーバラの同級生。コメディアン志望だったが笑いのセンスは皆無、ジョークと嫌がらせの峻別さえつかなかった。
ジョーカーに誘われてその相棒となり加担するものの、ジョーカーの狂気や悪人になりきれない部分からか、最後は改心して袂を別った。
マキシー・ゼウス
声 - 小野健一/英 - フィル・ラマール
ゼウスと自分を同一視する誇大妄想狂。
D.A.V.E.
声 - 新垣樽助/英 - ジェフ・ベネット
Digitally Advanced Villain Emulator。ヒューゴー・ストレンジに作られた人工知能で様々な犯罪者のデータがインプットされている。

#### シーズン4
トニー・ズッコ
声 - 樫井笙人/英 - マーク・ハミル
ディックの両親を殺害したギャング。
なお旧アニメシリーズでは名前を「ズーコ」と発音されていた。
キラーモス
声 - 斉藤次郎/英 - ジェフ・ベネット
どこか間の抜けた悪党にしても頼りない男だったが、ペンギンの命令で輸送中の薬品に侵されて巨大な蛾の怪物に変貌した。
ニュー・クレイフェイス / ベイジル・カルロ
声 - 西村朋紘→レックス・ラング（原語版流用）/英 - ウォーレス・ランガム→レックス・ラング
詳しくはクレイフェイスの項へ。
エブリウェアマン / ジョン・マーロウ
声 - 宮島史年/英 - ブランドン・ラウス
ブルースの友人の一人。量子力学の研究で作ったコンテックスという装置で無限に分身を作り出す。
ブラックマスク / ローマン・シオニス
声 - 竹田雅則/英 - ジェームズ・レマー
外す事の出来ない黒い髑髏のマスクを付けている犯罪者。沢山の部下を引き連れて犯罪を行っている。
ハーレイ・クイン / ハーリーン・クインゼル
声 - 矢作紗友里/英 - ヒンデン・ウォルチ
テレビ番組で視聴者の悩み相談をしていた心理学者。ジョーカーに気に入られ、番組を下ろされたのをきっかけに相棒にスカウトされた。
フランシス・グレイ
声 - 鈴木清信/英 - デイヴ・フォーリー
ふとしたことで投獄され、獄中で時間を20秒まで巻き戻す能力を得た元時計職人。
ルーモア
声 - 浜田賢二/英 - ロン・パールマン
ゴッサムの犯罪者を捕まえ、二度と犯罪をしないよう、抹殺しようとする。光を屈折させて透明にするステルススーツを着ている。
ジョイニング
合成された機械のエイリアン。ウェイン産業の技術を盗んで強力な機械を作り、地球を支配しようとする。

#### シーズン5
レックス・ルーサー
声 - 中田譲治/英 - クランシー・ブラウン
スーパーマンの宿敵。ブラックマスクやクレイフェイスを雇い、ロイスを誘拐させた。
マーシー・グレイブス
声 - 荒井静香/英 - グウェンドリン・ヨー
ルーサーの右腕。
メタロ
声 - 佐々木誠二/英 - レックス・ラング
バーティゴ伯爵
声 - 石住昭彦/英 - グレッグ・エリス
ミラーマスター / サミュエル・スカダー
声 - 木下浩之/英 - ジョン・ラロケット
シネストロ
声 - 石川ひろあき/英 - ミゲル・フェラー
テリブルトリオ
ラングストロームの研究所のデータを盗み変身能力を身に付けた3人組。
デヴィッド
声 - 阿部敦/英 - デヴィッド・ファウスティーノ
ジャスティン
声 - 仁科洋平/英 - グーギー・グレス
アンバー
声 - 藤村歩/英 - グレイ・デライル

ラース / ウィル・マロリー
声 - 咲野俊介/英 - クリストファー・ゴーラム
スコーン / アンディ・マロリー
声 - 山口隆行/英 - ダリル・サバラ
シャドウシーフ / カール・サンズ
声 - 梅津秀行/英 - ディードリック・ベイダー
トイマン
声 - /英 - リチャード・グリーン

### その他
グランジ市長
声 - 佐藤正治/英 - アダム・ウェスト
ゴッサムシティの市長。原作コミックにも同名のキャラクターが登場するが、コミックでの性別は女性。
ロジャース署長
声 - 大林隆介/英 - ジェシー・コーティ
ゴッサム市警の署長。自警団として活動するバットマンを快く思っていない。
キャッシュ・タンケンソン
声 - 安井邦彦/英 - パトリック・ウォーバートン
ゴッサム市警の刑事。イーサンに変わるエレンの相棒として配属されてきた。
ブルースがトイメーカーに狙われた時にも登場し、ブルースを守るために彼のもとに送られた。
ハミルトン・ヒル市長
声 - 星野充昭/英 - レックス・ラング
シーズン5から登場するゴッサムシティの新しい市長。
ロイス・レーン
声 - 佐藤ゆうこ/英 - ダナ・デラニー
クラークの同僚の女性記者。

## スタッフ
- 製作総指揮 - アラン・バーネット、サンダー・シュワルツ、デュアン・カピッツィ（シーズン4）
- プロデューサー - リンダ・スタイナー、グレン・ムラカミ（シーズン3まで）、ジェフ・マツダ（シーズン4まで）
- スーパーバイジング・プロデューサー - マイケル・ゴーゲン、デュアン・カピッツィ（シーズン3まで）、アラン・バーネット（シーズン5）
- スーパーバイジング・ディレクター - ハン テホ、サン・シム三世、チェ・ジンスク
- ストーリーエディター - デュアン・カピッツィ、アラン・バーネット（シーズン5）
- アートディレクター - ジェフ・マツダ（シーズン4まで）
- キャラクターデザイン - ジェフ・マツダ、アンディ・チェン、ホセ・ロペス、トム・パーキンス、ジョン・スズキ（シーズン4）
- プロップデザイン - ロバート・フレッチャー、ジェフ・ウォン
- 音楽 - トーマス・チェイス・ジョーンズ
- 音声演出 - ジニー・マクスウェイン（シーズン3まで）、アンドレア・ロマーノ（シーズン4以降）
- ADRディレクター - ケリー・アン・フォーリー
- アニメーション制作 - ワーナー・ブラザース・アニメーション
- アニメーション協力 - 同友アニメーション、DR MOVIE、ロット・アニメーション
- 製作 - ワーナー・ブラザース・アニメーション、DCコミックス

### 日本語版制作スタッフ
- 演出 - 高寺たけし（シーズン2までは高寺雄名義）
- 翻訳 - 井村千瑞
- 調整 - 小林貴裕（シーズン3まで）、手塚幸考太郎（シーズン4）、中西一仁（シーズン5）
- 制作 - 尾澤美牧
- プロデューサー - 末次信二（カートゥーン・ネットワーク）
- 制作 - カートゥーン ネットワーク、ハーフ エイチ・ピー スタジオ

## 放映リスト
カッコ内はアメリカでの放送順。

### シーズン1
日本では2005年8月23日より放送開始。
| 話数 | サブタイトル               | 原題                     | 脚本                                    | 演出                     |
| ---- | -------------------------- | ------------------------ | --------------------------------------- | ------------------------ |
| 1    | ジョーカーのたくらみ       | The Bat in the Belfry    | デュアン・カピッツィ                    | キム・ソンユン           |
| 2    | 絆                         | Traction                 | アダム・ビーチェン                      | サム・リュウ             |
| 3    | 飛べない鳥、ペンギン       | Call of the Cobblepot    | スティーブ・メルチング                  | ブランドン・ヴィエッティ |
| 4    | バットマンになろうとした男 | The Man Who Would Be Bat | トーマス・パグスレー グレッグ・クライン | キム・ソンユン           |
| 5    | 大寒波                     | The Big Chill            | グレッグ・ワイズマン                    | ブランドン・ヴィエッティ |
| 6    | ネコとコウモリ             | The Cat and the Bat      | アダム・ビーチェン                      | サム・リュウ             |
| 7    | 大熱波                     | The Big Heat             | クリストファー・ヨースト JD・マーレイ   | キム・ソンユン           |
| 8    | 命がけのクイズ             | Q & A                    | スティーブ・メルチング                  | ブランドン・ヴィエッティ |
| 9    | 多重人格の男               | The Big Dummy            | ロバート・グッドマン                    | サム・リュウ             |
| 10   | 報復のトランプ             | Topsy Turvy              | アダム・ビーチェン                      | キム・ソンユン           |
| 11   | ペンギンの八つ当たり       | Bird of Prey             | スティーブ・メルチング                  | ブランドン・ヴィエッティ |
| 12   | ジョーカー・スライム       | The Rubberface of Comedy | グレッグ・ワイズマン                    | サム・リュウ             |
| 13   | クレイフェイスの悲劇       | Clayface of Tragedy      | グレッグ・ワイズマン                    | キム・ソンユン           |

### シーズン2
日本では2005年11月22日より放送。
| 話数   | サブタイトル               | 原題                               | 脚本                                    | 演出                     |
| ------ | -------------------------- | ---------------------------------- | --------------------------------------- | ------------------------ |
| 14     | ネコとペンギンのだましあい | The Cat, the Bat and the Very Ugly | トーマス・パグスレー グレッグ・クライン | ブランドン・ヴィエッティ |
| 15     | 謎かけ男、リドラー         | Riddled                            | トーマス・パグスレー グレッグ・クライン | サム・リュー             |
| 16(21) | J-テレビ                   | JTV                                | マイケル・ジェレニック                  | キム・ソンユン           |
| 17(18) | 水中対決                   | Swamped                            | トーマス・パグスレー グレッグ・クライン | ブランドン・ヴィエッティ |
| 18(19) | ペット                     | Pets                               | クリストファー・ヨースト JD・マーレイ   | サム・リュウ             |
| 19(20) | 溶けた心                   | Meltdown                           | グレッグ・ワイズマン                    | キム・ソンユン           |
| 20(23) | 悪夢                       | The Butler Did It                  | アレックス・ヴァン・ダイナ              | ブランドン・ヴィエッティ |
| 21(16) | 熱と氷の共演               | Fire & Ice                         | ジョセフ・クアー                        | サム・リュウ             |
| 22     | ライバルはぬいぐるみ男     | Ragdolls to Riches                 | アダム・ビーチェン                      | キム・ソンユン           |
| 23(25) | ジョーカーの心の中         | Strange Minds                      | グレッグ・ワイズマン                    | ブランドン・ヴィエッティ |
| 24     | グランディの夜             | Grundy's Night                     | アダム・ビーチェン                      | キム・ソンユン           |
| 25(17) | 笑うバットマン             | The Laughing Bat                   | ジェセフ・クアー                        | サム・リュー             |
| 26     | 約束                       | Night and the City                 | スティーブ・メルチング                  | ブランドン・ヴィエッティ |

### シーズン3
日本では2007年8月16日より放送。
| 話数 | サブタイトル                  | 原題                                  | 脚本                                      | 演出                       |
| ---- | ----------------------------- | ------------------------------------- | ----------------------------------------- | -------------------------- |
| 27   | バットガール ビギンズ パート1 | Batgirl Begins, Part1                 | マイケル・ジェレニック                    | ブランドン・ヴィエッティ   |
| 28   | バットガール ビギンズ パート2 | Batgirl Begins, Part2                 | マイケル・ジェレニック アダム・ビーチェン | クリストファー・バークレー |
| 29   | 裏切り                        | A Fistful of Felt                     | ジェセフ・クアー                          | ブランドン・ヴィエッティ   |
| 30   | 闇に消えたバットマン          | A Dark Knight to Remember             | スティーブ・メルチング                    | アンソニー・チュン         |
| 31   | 最速の男                      | RPM                                   | クリストファー・ヨースト                  | クリストファー・バークレー |
| 32   | キャッシュ大活躍              | Cash for Toys                         | スティーブ・メルチング                    | アンソニー・チュン         |
| 33   | マッチョ・ジョーカーの逆襲    | Brawn                                 | アレックス・ヴァン・ダイナ                | ブランドン・ヴィエッティ   |
| 34   | 笑う猫                        | The Laughing Cats                     | ジェセフ・クアー                          | クリストファー・バークレー |
| 35   | 危険な花の香り                | Fleurs du Mal                         | デヴィッド・スラック                      | アンソニー・チュン         |
| 36   | ジョーカーの相棒              | The Apprentice                        | スティーブ・メルチング                    | ブランドン・ヴィエッティ   |
| 37   | カミナリ                      | Thunder                               | ポール・ジェコッポ                        | クリストファー・バークレー |
| 38   | 凍てつく財宝の謎              | The Icy Depths                        | スティーブ・メルチング                    | アンソニー・チュン         |
| 39   | 究極の犯罪者                  | Gotham's Ultimate Criminal Mastermind | アレックス・ヴァン・ダイナ                | ブランドン・ヴィエッティ   |

### シーズン4
日本では2008年8月8日より放送。
| 話数 | サブタイトル                 | 原題               | 脚本                                    | 演出                     |
| ---- | ---------------------------- | ------------------ | --------------------------------------- | ------------------------ |
| 40   | ロビン誕生                   | A Matter of Family | マイケル・ジェレニック                  | ブランドン・ヴィエッティ |
| 41   | チーム・ペンギン             | Team Penguin       | ジェセフ・クアー                        | アンソニー・チュン       |
| 42   | 善と悪のクレイフェイス       | Clayfaces          | スティーブ・メルチング                  | アダム・ヤングバーグ     |
| 43   | 密室から消えた男             | The Everywhere Man | グレッグ・ワイズマン                    | ブランドン・ヴィエッティ |
| 44   | ストレンジ教授の不思議な世界 | Strange New World  | ジェセフ・クアー                        | アンソニー・チュン       |
| 45   | 脱走                         | The Breakout       | アレックス・ヴァン・ダイナ              | マット・ヤングバーグ     |
| 46   | 永遠なる任務                 | Artifacts          | グレッグ・ワイズマン                    | ブランドン・ヴィエッティ |
| 47   | 似たもの同士                 | Two of a Kind      | ポール・ディニ                          | アンソニー・チュン       |
| 48   | 奪われた時間                 | Seconds            | スティーブ・メルチング                  | マット・ヤングバーグ     |
| 49   | リドラーの報復               | Riddler's Revenge  | スタン・バーコウィッツ                  | ブランドン・ヴィエッティ |
| 50   | うわさ                       | Rumors             | ジェセフ・クアー                        | マット・ヤングバーグ     |
| 51   | ジョイニングの襲来 パート1   | The Joining, Part1 | ダグラス・ペトリ ジェーン・エスペンソン | アンソニー・チュン       |
| 52   | ジョイニングの襲来 パート2   | The Joining, Part2 | ダグラス・ペトリ ジェーン・エスペンソン | アンソニー・チュン       |

### シーズン5
日本では2009年4月7日より放送。
| 話数   | サブタイトル                     | 原題                                | 脚本                                              | 演出                                |
| ------ | -------------------------------- | ----------------------------------- | ------------------------------------------------- | ----------------------------------- |
| 53     | バットマンとスーパーマン パート1 | The Batman/Superman Story, Part One | アラン・バーネット                                | ヴィントン・ホイク                  |
| 54     | バットマンとスーパーマン パート2 | The Batman/Superman Story, Part Two | スティーヴ・コーデン                              | クリストファー・バークレー          |
| 55     | めまい                           | Vertigo                             | スタン・バーコウィッツ                            | ジョン・ファング                    |
| 56     | 恋の炎                           | White Heat                          | ジェセフ・クアー                                  | ヴィントン・ホイク                  |
| 57     | 反射                             | A Mirror Darkly                     | スティーブ・メルチング                            | クリストファー・バークレー          |
| 58     | ジョーカー・エクスプレス         | Joker Express                       | ブライアン・スウェンリン                          | ジョン・ファング                    |
| 59(60) | デジタル・ジョーカー             | The Metal Face of Comedy            | アレックス・ヴァン・ダイナ                        | ヴィントン・ホイク                  |
| 60(59) | リングは誰の手に?                | Ring Toss                           | レン・アーレイ                                    | クリストファー・バークレー          |
| 61     | 巨大動物 あらわる                | Attack of the Terrible Trio         | スタン・バーコウィッツ                            | ジョン・ファング                    |
| 62     | バットマンの最後                 | The End of Batman                   | ロバート・グッドマン                              | ヴィントン・ホイク                  |
| 63     | 反重力                           | What Goes Up...                     | アレックス・ヴァン・ダイナ                        | クリストファー・バークレー          |
| 64     | 消えたヒーローたち パート1       | Lost Heroes, Part One               | アレックス・ヴァン・ダイナ スタン・バーコウィッツ | ジョン・ファング ヴィントン・ホイク |
| 65     | 消えたヒーローたち パート2       | Lost Heroes, Part Two               | アレックス・ヴァン・ダイナ スタン・バーコウィッツ | ジョン・ファング ヴィントン・ホイク |

## 長編
『The Batman vs Dracula: The Animated Movie』

### 登場人物
ドラキュラ
声 - /ピーター・ストーメア
ヴィッキー・ヴェール
声 - /タラ・ストロング

### スタッフ
- 監督 - マイケル・ゴーゲン
- 脚本 - デュアン・カピッツィ
- 演出 - キム・ソンユン、サム・リュウ、ブランドン・ヴィエッティ

## 受賞・ノミネート歴
- アニー賞
  - 2006年
    - テレビアニメ部門候補
    - 音楽賞テレビアニメ部門候補（トーマス・チェイス）

  - 2005年
    - テレビアニメ部門候補
- ゴールデン・リール賞
  - 2009年
    - 音響編集賞テレビアニメーション部門候補

  - 2008年
    - 音響編集賞テレビアニメーション部門効果音・台詞・ADR・音楽部門受賞

  - 2005年
    - 音響編集賞テレビアニメーション部門候補
- デイタイム・エミー賞
  - 2008年
    - 音響編集賞ライブアクション&アニメーション部門受賞
    - 個人パフォーマンス賞アニメーション番組部門候補（ジョーカー役：ケビン・マイケル・リチャードソン）
    - 特別部門賞候補

  - 2007年
    - 音響編集賞ライブアクション&アニメーション部門候補
    - 特別部門賞候補

  - 2006年
    - 音響編集賞ライブアクション&アニメーション部門受賞
    - 特別部門賞受賞

  - 2005年
    - 音響編集賞ライブアクション&アニメーション部門受賞
    - 個人パフォーマンス賞アニメーション番組部門候補（ジョーカー役：ケビン・マイケル・リチャードソン）
    - 特別部門賞候補